# Sergio Corazzini
(S. Corazzini)
Sergio Corazzini (Roma, 6 febbraio 1886 – Roma, 17 giugno 1907) è stato un poeta italiano appartenente al crepuscolarismo romano del primo decennio del Novecento.

## Biografia
Il nonno di Sergio, Filippo Corazzini (sposato con Albina Pera), fu avvocato e funzionario della Dataria Pontificia. In qualità di avvocato, difese il cardinal Lorenzo Nina, segretario di Stato Pontificio sotto papa Leone XIII, a seguito di rivalse di alcuni privati su alcuni beni confiscati dallo Stato all'ex collegio Sistino. Secondo il libro biografico su Sergio Corazzini di Filippo Donini, si disse che i Corazzini fossero imparentati (però non si hanno documenti a tal riguardo e il poeta pare non averne fatto mai menzione) con l'eroe carducciano Eduardo Corazzini, originario di Pieve Santo Stefano, morto per le ferite riportate durante la campagna romana nel 1867.
Per questo la famiglia Corazzini, che si dice romana e papalina, in realtà potrebbe avere origini toscane. Sergio, appartenente ad una famiglia minata dalla tubercolosi (la madre, Carolina Calamani, era cremonese), frequentò qualche anno di scuola elementare a Roma e in seguito, dal 1895 al 1898, si trasferì a Spoleto con il fratello Gualtiero e frequentò il Collegio Nazionale. Ma, a causa delle difficoltà finanziarie in cui si ritrovò la famiglia, il padre Enrico, dimessosi da impiegato al Registro della Dataria Pontificia, fu costretto a ritirare i figli dal collegio.
Sergio continuò il ginnasio a Roma, ma non poté frequentare il liceo perché dovette cercare lavoro presso una compagnia di assicurazioni, "La Prussiana", per aiutare la famiglia. La compagnia di assicurazione aveva sede in una vecchia casa in via del Corso e la stanza di Sergio era buia e triste, con una finestra ad inferriate che dava sul cortile. Si possono trovare numerosi riferimenti a questo luogo nei versi di Soliloqui di un pazzo. Il passare da una vita agiata alla povertà, dovuta alle errate speculazioni in borsa e al libertinaggio del padre, cambiò completamente le condizioni spirituali del poeta che da questo momento non ebbe certo vita felice (la madre era ammalata di tisi, il fratello Gualtiero morirà della stessa malattia, il fratello Erberto perirà in un incidente d'auto in Libia e il padre morirà in un ospizio).

### L'esordio poetico
Il padre, Enrico Corazzini, gestiva una tabaccheria in Corso Umberto, situata tra una gioielleria e un Caffè. Proprio quest'ultimo (il Caffè Sartoris), divenne il luogo dei primi incontri letterari di Sergio. Partecipavano quotidianamente a questo cenacolo Alfredo Tusti, Alberto Tarchiani, Gino Calza-Bini, Fausto Maria Martini, Giulio Cesare Santini, Antonello Caprino, Tito Marrone, Auro d'Alba, Enrico Brizzi, Armando De Santis, Luciano Folgore, Umberto Fracchia, Rosario Altomonte, Remo Mannoni, Corrado Govoni.
Amante delle lettere, Sergio non rinunciò tuttavia alla lettura dei suoi poeti preferiti, quelli contemporanei, non solo italiani (la triade Carducci, Pascoli e D'Annunzio), ma anche i provinciali francesi e fiamminghi come Francis Jammes, Albert Samain, Charles Guérin, Maurice Maeterlinck, Georges Rodenbach, Jules Laforgue, e quelli dialettali. Le sue intense letture lo aiutarono nel suo esordio poetico e i suoi primi componimenti apparvero su giornali popolareschi.
Il 17 maggio 1902 scriverà il suo primo sonetto, Na bella idea, in romanesco pubblicato in "Pasquino de Roma" al quale seguirà, il 14 settembre 1902, il sonetto di settenari in lingua, Partenza, pubblicato sul Rugantino e dai versi liberi, La tipografia abbandonata, usciti su "Marforio". Si trattava di versi dai temi realistici che rivelavano, nel giovanissimo autore, una precoce predisposizione ad osservare i fatti della vita. Si trovano in essi allusioni alla malattia già latente e in un sonetto del 1906, Vinto, vi sono amare riflessioni sulla perdita della felicità.

### Gli ultimi anni di vita
Nella primavera del 1905 la precaria salute del giovane poeta, malato di tubercolosi, lo costrinse a soggiornare in un sanatorio a Nocera Umbra dove conobbe una giovane danese, Sania, per la quale provò un intenso e platonico innamoramento. Nel giugno dello stesso anno il poeta si recò a Cremona, città natale della madre, per cercare un aiuto economico dai parenti materni e conobbe una giovane pasticciera con la quale inizierà una breve corrispondenza epistolare. Tra il 1904 e il 1906 furono pubblicate le sue raccolte poetiche: Dolcezze (1904), L'amaro calice (1905), Le aureole (1906), Piccolo libro inutile (1906), Elegia (1906), Libro per la sera della domenica (1906).
Nel 1906 Corazzini, per l'aggravarsi della malattia, venne ricoverato nella casa dei Fatebenefratelli di Nettuno. Dal sanatorio iniziò la corrispondenza con Aldo Palazzeschi e lavorò alla traduzione della Semiramide di Joséphin Péladan che veniva annunciata su "Vita letteraria" come opera di collaborazione con G. Milelli. Nel maggio del 1907 Corazzini ritornò a Roma ma il suo stato di salute peggiorò e il 17 giugno morì di etisia (tubercolosi) nella sua casa di via dei Sediari. È sepolto presso il cimitero del Verano di Roma.

## Poetica
Il crepuscolarismo di Corazzini, che adotta il verso libero e si mostra sensibile alla lezione simbolista, ha anche un forte valore di proposta esistenziale; il poeta si presenta come un fanciullo malato, fino a negare, paradossalmente, il significato di poesia alla sua povera scrittura dell'anima. La sua poesia è focalizzata su "piccole cose", dietro le quali non emergono valori segreti, ma si nasconde il vuoto, tipico dei poeti crepuscolari tra i quali Corazzini fu annoverato. I suoi versi esprimono da un lato un malinconico desiderio per quella vita che la malattia gli negava, dall'altro un nostalgico ritrarsi dall'esistenza presente, proprio perché avara di prospettive future.
Nelle poesie di Corazzini si possono cogliere due momenti: quello del povero poeta sentimentale che racconta la propria malinconia con un linguaggio semplice e dimesso e quello del poeta ironico che adotta un linguaggio meno trasparente, più polisemico, a volte addirittura simbolico.
In Desolazione del povero poeta sentimentale si esprime tutta la poetica di Corazzini dove il "piccolo fanciullo che piange" proclama l'impossibilità di essere chiamato "poeta", affermando così, per la prima volta, la concezione della poetica crepuscolare così in contrasto con il trionfante dannunzianesimo.

## Opere
- Dolcezze, Tipografia operaia romana, Roma 1904
- L'amaro calice (contiene la poesia A Carlo Simoneschi, dedicata all'attore-regista Carlo Simoneschi), Tipografia operaia romana, Roma 1905
- Le aureole, Tipografia operaia romana, Roma 1905
- Piccolo libro inutile, Tipografia operaia romana, Roma 1906 (contiene anche poesie di Alberto Tarchiani)
- Elegia. Frammento., Tipografia operaia romana, Roma 1906
- Libro per la sera della domenica, Tipografia operaia romana, Roma, 1906
- Liriche, Ricciardi, Napoli 1909 (uscita postuma a cura degli amici)
- Liriche, Napoli, 1959 con saggio introduttivo di Sergio Solmi
- Poesie edite e inedite, Einaudi Torino 1968 a cura di Stefano Jacomuzzi
- Poesie, introduzione e commento di Idolina Landolfi, BUR, Milano 1992 ISBN 88-17-16848-3